# Rallye des 1000 lacs 1985
Le Rallye des 1000 lacs 1985 (35 Jyväskylän Suurajot), disputé du 23 au 25 août 1985, est la cent-quarante-quatrième manche du championnat du monde des rallyes (WRC) courue depuis 1973, et la neuvième manche du Championnat du monde des rallyes 1985.

## Contexte avant la course

### Le championnat du monde
Ayant succédé en 1973 au championnat international des marques (en vigueur de 1970 à 1972), le championnat du monde des rallyes comprend généralement une douzaine manches, comprenant les plus célèbres épreuves routières internationales, telles le Rallye Monte-Carlo, le Safari ou le RAC Rally. Depuis 1979, le championnat des constructeurs a été doublé d'un championnat pilotes, ce dernier remplaçant l'éphémère Coupe des conducteurs, organisée à seulement deux reprises en 1977 et 1978. Le calendrier 1985 intègre douze manches pour l'attribution du titre de champion du monde des pilotes mais seulement onze sélectives pour le championnat des marques (le Rallye de Côte d'Ivoire en étant exclu). Les épreuves sont réservées aux catégories suivantes :
- Groupe N : voitures de grande production de série, ayant au minimum quatre places, fabriquées à au moins 5000 exemplaires en douze mois consécutifs ; modifications très limitées par rapport au modèle de série (bougies, amortisseurs).
- Groupe A : voitures de tourisme de grande production, fabriquées à au moins 5000 exemplaires en douze mois consécutifs, avec possibilité de modifications des pièces d'origine ; poids minimum fonction de la cylindrée.
- Groupe B : voitures de grand tourisme, fabriquées à au moins 200 exemplaires en douze mois consécutifs, avec possibilité de modifications des pièces d'origine (extension d'homologation portant sur 10% de la production[2]).

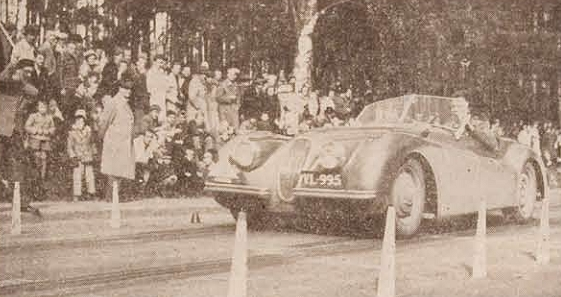
Le pilote finlandais Pentti Barck, un des fondateurs du Rallye de Finlande, au volant de sa Jaguar XK120 lors de la deuxième édition de l'épreuve.

Comptant six succès en huit courses, les Peugeot 205 Turbo 16 dominent largement le championnat du monde des constructeurs. Peugeot est donc en passe de remporter son premier titre mondial ; une sixième place suffirait au constructeur français pour succéder à Audi, la marque allemande n'ayant pas encore réussi à s'imposer une seule fois cette saison. Favori initial du championnat des conducteurs après avoir remporté les deux manches inaugurales (Monte-Carlo et Suède), Ari Vatanen a ensuite été éclipsé par son coéquipier Timo Salonen, avant d'être victime d'un très grave accident en Argentine, plusieurs mois de convalescence étant nécessaires avant son complet rétablissement. Fort de ses quatre victoires (au Portugal, en Grèce, en Nouvelle-Zélande et en Argentine), Salonen possède 48 points d'avance sur le champion sortant, Stig Blomqvist, et un nouveau succès lui assurerait définitivement le titre 1985.

### L'épreuve
C'est en 1951 que, sous la houlette du pilote finlandais Pentti Barck, fut organisé le premier « Jyväskylän Suurajot » (littéralement : grand prix de Jyväskylä). Communément baptisée Rallye des 1000 lacs depuis 1954, cette épreuve est la plus rapide de la saison, avec une vitesse moyenne de l'ordre de 110 km/h et des pointes de près de 200 km/h pour les voitures les plus puissantes. Comprenant de nombreuses bosses, les larges pistes forestières sont le théâtre de sauts spectaculaires, attirant un nombreux public. Les reconnaissances s'effectuant à vitesse modérée, la réglementation étant strictement appliquée, seuls les locaux connaissent parfaitement les pièges du parcours et la victoire est toujours revenue à un pilote nordique. Hannu Mikkola est le recordman de l'épreuve, s'y étant imposé à sept reprises entre 1968 et 1983.

## Le parcours
- départ : 23 août 1985 de Jyväskylä
- arrivée : 25 août 1985 à Jyväskylä

Jyväskylä, point central de l'épreuve, au cœur de la région des lacs.

- distance : 1 437,75 km dont 458,01 km sur 50 épreuves spéciales (51 épreuves spéciales initialement prévues pour un total de 479,12 km)
- surface : terre et gravier (99%), asphalte (1%)
- Parcours divisé en cinq étapes[4]

### Première étape
- Jyväskylä - Jämsä - Jyväskylä, du 23 au 24 août
- distance : 333,96 km dont 94,74 sur 10 épreuves spéciales (11 épreuves spéciales initialement prévues pour un total de 115,85 km)

### Deuxième étape
- Jyväskylä - Pieksämäki - Jyväskylä, le 24 août
- distance : 272,97 km dont 72,17 sur 8 épreuves spéciales

### Troisième étape
- Jyväskylä - Jämsä - Hämeenlinna, le 24 août
- distance : 317,65 km dont 112,23 sur 13 épreuves spéciales

### Quatrième étape
- Hämeenlinna - Vammala - Mänttä, du 24 au 25 août
- distance : 403,63 km dont 149,20 sur 15 épreuves spéciales

### Cinquième étape
- Mänttä - Jyväskylä, le 25 août
- distance : 109,54 km dont 29,67 sur 4 épreuves spéciales

## Les forces en présence
- Audi

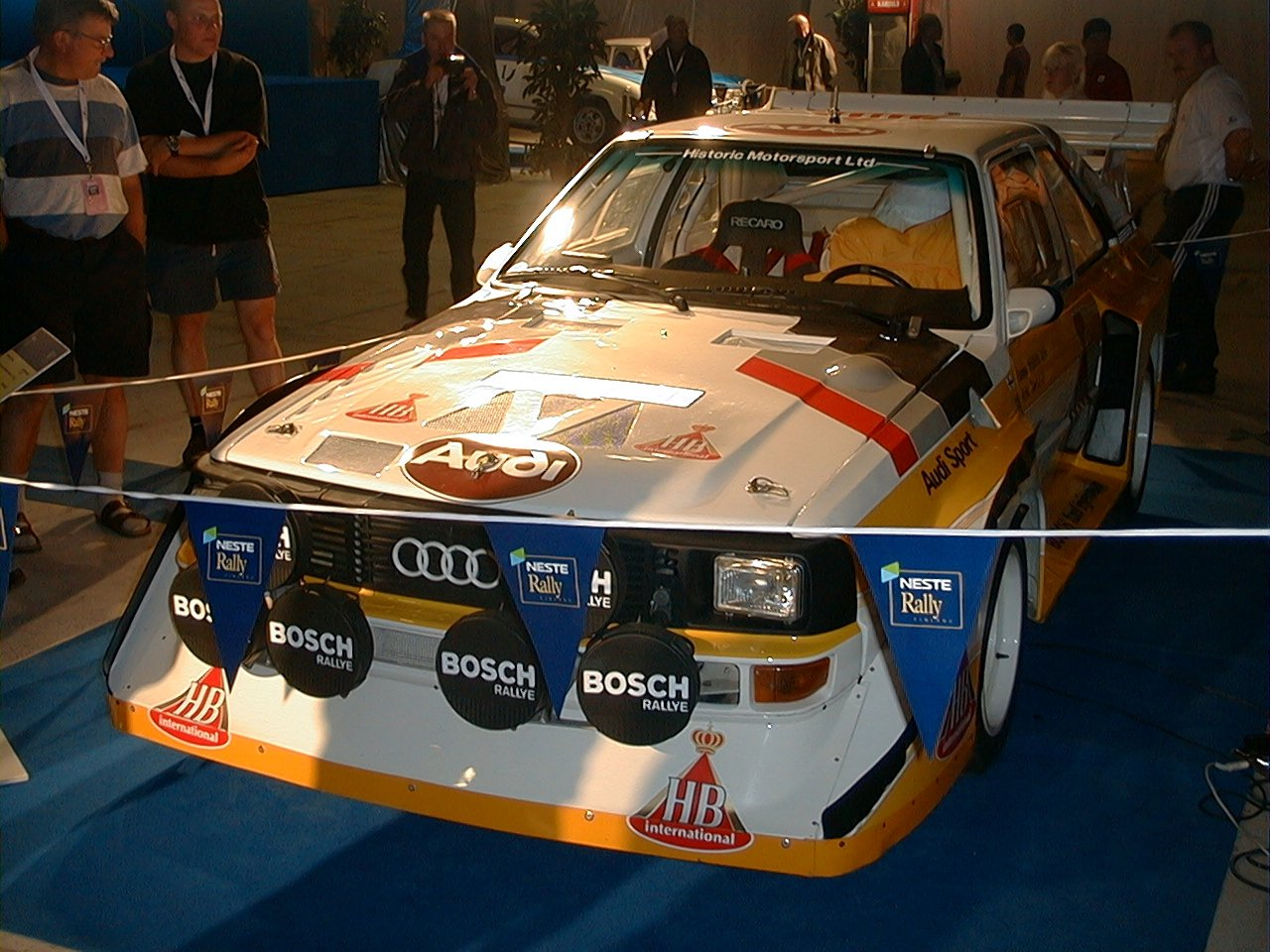
L'Audi Sport Quattro S1 d'Hannu Mikkola.

Audi Sport a préparé deux de ses nouvelles Sport Quattro S1 groupe B, dernières évolutions de ces coupés à moteur avant et transmission intégrale. Ils sont dotés d'un imposant aileron arrière et d'un très large spoiler avant. Malgré les efforts d'allègement effectués par leur constructeur, leur masse avoisine les 1200 kg en configuration terre. Leur cinq cylindres de 2110 cm3 à culasse vingt soupapes est alimenté par un système d'injection électronique Bosch associé à un turbocompresseur KKK délivre 450 chevaux à 8000 tr/min, la puissance pouvant facilement grimper à 500 chevaux en jouant sur la pression de suralimentation. La boîte de vitesses est à six rapports. Ces voitures sont aux mains de Stig Blomqvist et d'Hannu Mikkola. Quelques pilotes indépendants s'alignent sur des Quattro A2 (1150 kg, moteur avant cinq cylindres, 2121 cm3, turbo KKK, environ 350 chevaux, transmission intégrale), les plus en vue étant Per Eklund, Lasse Lampi et Jari Niemi. Le constructeur allemand est également bien représenté en groupe A, avec notamment les 80 Quattro (moteur cinq cylindres atmosphérique de 2144 cm3, transmission intégrale, 190 chevaux) de Mikael Ericsson, Sebastian Lindholm ou Gunnar Pettersson. Les Audi sont chaussées de pneus Michelin. 
- Lancia

Les nouvelles Delta S4 devaient effectuer leur première sortie en Finlande mais leur homologation en groupe B a pris du retard aussi la Scuderia Lancia utilise-t-elle encore ses berlinettes Rally 037, apparues trois ans plus tôt. Deux voitures de ce type sont confiées à Markku Alén et Henri Toivonen, ce dernier effectuant sa rentrée en compétition quatre mois après son accident au Rallye de la Costa Smeralda. Dotées d'un moteur central arrière, les 037 sont animées par un quatre cylindres de 2111 cm3 en position centrale arrière. Alimenté par un système d'injection mécanique Bosch Kugelfischer couplé à un compresseur volumétrique Abarth, il développe 330 chevaux à 8000 tr/min. Pesant 960 kg, les Lancia utilisent des pneus Pirelli. 
Engagé à titre privé, Pentti Airikkala devait prendre le départ au volant de sa Rally 037 personnelle, mais le pilote finlandais a déclaré forfait.
- Peugeot

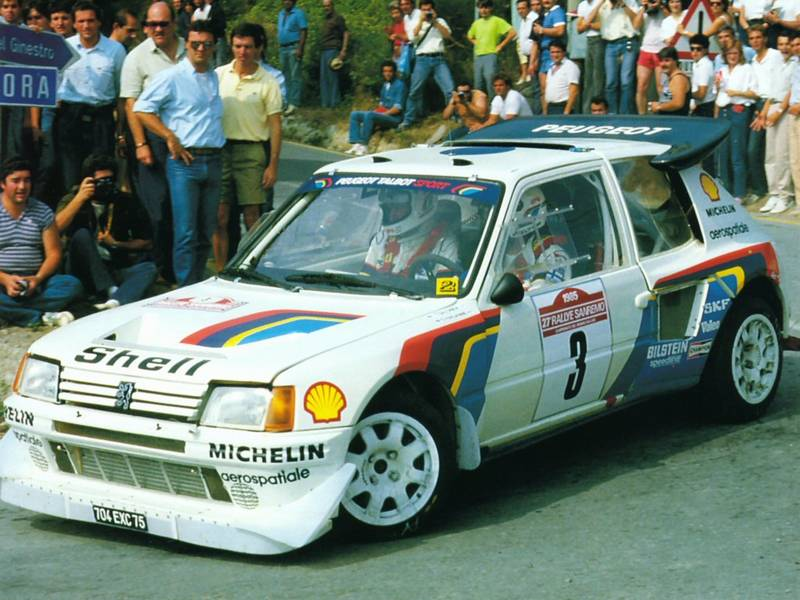
La Peugeot 205 Turbo 16 Évolution 2.

Peugeot-Talbot Sport engage deux 205 Turbo 16 Évolution 2 (groupe B) pour Timo Salonen et Kalle Grundel. Disputant jusqu'alors le championnat d'Allemagne des rallyes sur une 205 T16 préparée par Peugeot Allemagne, le pilote suédois a été appelé en remplacement d'Ari Vatanen, toujours hospitalisé après son accident en Argentine. Comme l'Audi S1, la dernière version de la 205 T16 est équipée d'un aileron arrière et d'un spoiler avant. Le moteur quatre cylindres (en position centrale arrière) de 1775 cm3, alimenté par un système d'injection électronique Bosch associé à un turbocompresseur Garrett, délivre 430 chevaux à 7500 tr/min, un interrupteur placé sur le tableau de bord permettant par simple pression d'augmenter la pression de suralimentation pour atteindre une puissance de 470 chevaux. Sa faible longueur (3,83 mètres) et son poids mesuré (950 kg) confèrent à cette voiture à transmission intégrale une étonnante agilité. Les Peugeot sont équipées de pneus Michelin.
- Toyota

Le Toyota Team Europe aligne deux Celica TCT groupe B, à transmission classique, confiés à Björn Waldegård et Juha Kankkunen. Ces coupés sont dotés d'un moteur quatre cylindres de 2090 cm3 alimenté par un système d'injection électronique Nippon Denso, avec turbocompresseur KKK, d'une puissance de l'ordre de 360 chevaux à 8500 tr/min. Ils sont chaussés de pneus Pirelli.
- Volkswagen

Volkswagen Motorsport engage deux Golf GTI groupe A pour Jochi Kleint et Franz Wittmann. Motorisées par un quatre cylindres de 1781 cm3 à injection mécanique Bosch, elles disposent de 170 chevaux et pèsent 880 kg. Elles utilisent des pneus Pirelli. Concurrents réguliers du championnat national de Finlande, Antero Laine et Lars-Erik Torph pilotent des modèles identiques.
- Fiat

Mikael Sundström s'aligne sur la Fiat Ritmo Abarth 130 TC groupe A (traction, moteur deux litres) avec laquelle il dispute habituellement les épreuves du championnat national.

## Déroulement de la course

### Première étape
Les équipages s'élancent de Jyväskylä le vendredi soir, en direction de Jämsä. La première épreuve spéciale a lieu en ville, en présence d'un public très nombreux. Le tracé n'est pas particulièrement sélectif mais quelques favoris vont cependant y perdre un temps précieux en exécutant quelques figures de style : dans un travers un peu trop prononcé, Hannu Mikkola heurte un poteau et endommage l'aile arrière gauche de son Audi ; il ne concède cependant que quelques secondes, contrairement à Henri Toivonen qui se loupe à la réception d'une bosse et détruit la face avant de sa Lancia et à Kalle Grundel qui rectifie l'avant de sa Peugeot 205 contre un poteau. Tous deux pourront repartir tant bien que mal et leurs voitures seront réparées, mais les pénalités routières les relèguent aux derniers rangs, à quatre minutes de la Peugeot de Timo Salonen, qui a pris le commandement de la course devant la Lancia de Markku Alén et l'Audi de Stig Blomqvist. Les hommes de tête vont faire pratiquement jeu égal au cours de cette première étape, disputée sous la pluie. Salonen perd cependant un peu de temps dans le secteur d'Ouninpohja, permettant à Alén de s'emparer de la première place une seconde devant Blomqvist. Les écarts vont rester très serrés jusqu'au retour à Jyväskylä, au milieu de la nuit, Alén ralliant le parc fermé avec sept secondes d'avance sur Salonen, suivies des deux Audi de Blomqvist et Mikkola, légèrement en retrait. Cinquième sur sa Toyota, Juha Kankkunen est à plus de deux minutes. Plus loin viennent l'Audi de Per Eklund et la Toyota de Björn Waldegård, qui se disputent la sixième place. Malgré un châssis déformé, Toivonen est remonté en neuvième position juste derrière la Fiat de Mikael Sundström, qui a pris la tête du groupe A.

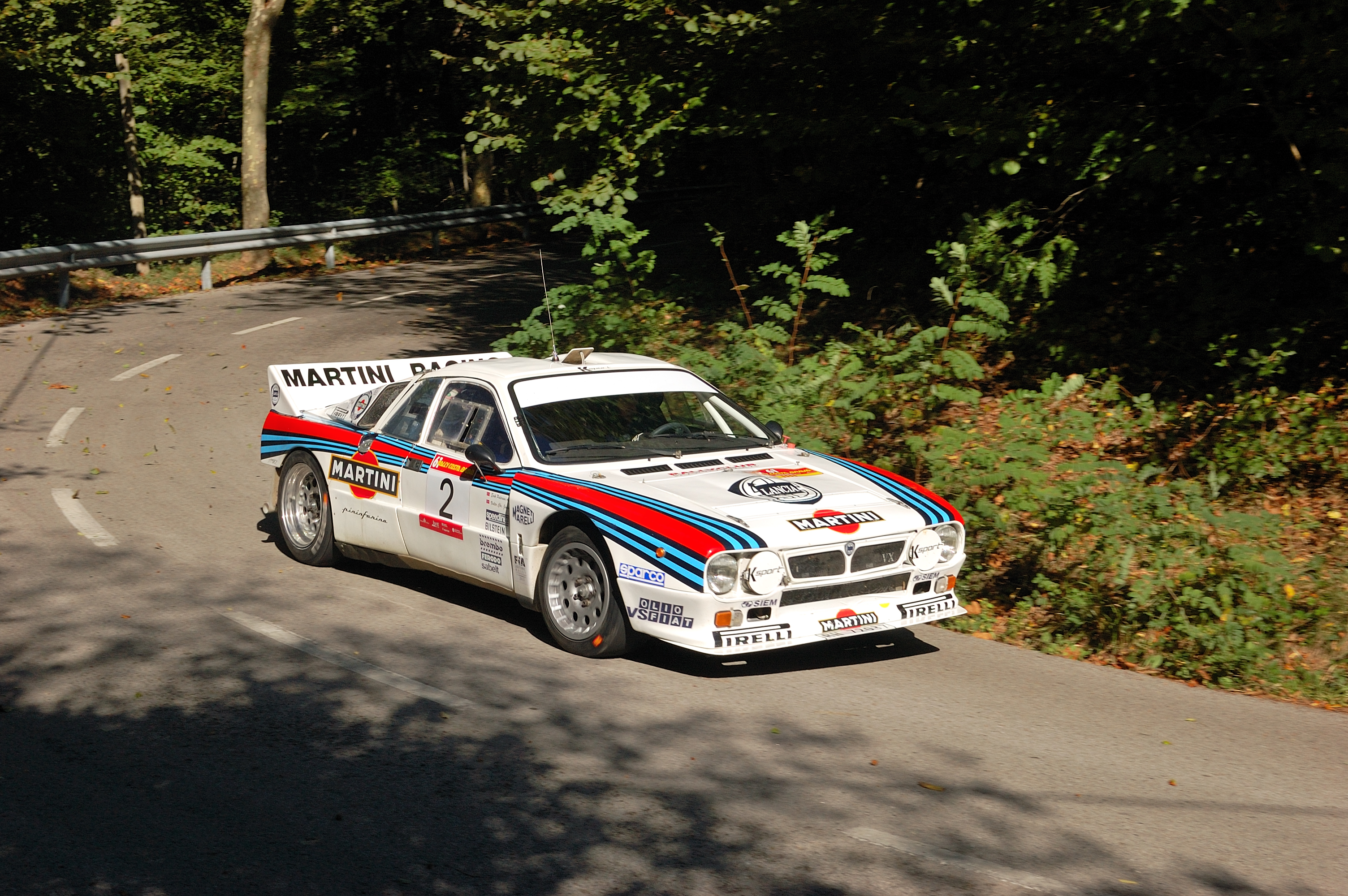
Une Lancia Rally 037 semblable à celle de Markku Alén, en tête à l'issue de la première étape.

| Pos. | Pilote             | Copilote           | Voiture                     | Groupe | Temps       | Écart        |
| ---- | ------------------ | ------------------ | --------------------------- | ------ | ----------- | ------------ |
| 1    | Markku Alén        | Ilkka Kivimäki     | Lancia Rally 037            | B      | 48 min 34 s |              |
| 2    | Timo Salonen       | Seppo Harjanne     | Peugeot 205 Turbo 16 Évo2   | B      | 48 min 41 s | + 7 s        |
| 3    | Stig Blomqvist     | Björn Cederberg    | Audi Sport Quattro S1       | B      | 48 min 53 s | + 19 s       |
| 4    | Hannu Mikkola      | Arne Hertz         | Audi Sport Quattro S1       | B      | 49 min 04 s | + 30 s       |
| 5    | Juha Kankkunen     | Fred Gallagher     | Toyota Celica Twincam Turbo | B      | 50 min 53 s | + 2 min 19 s |
| 6    | Per Eklund         | Bruno Berglund     | Audi Quattro A2             | B      | 52 min 23 s | + 3 min 49 s |
| 7    | Björn Waldegård    | Hans Thorszelius   | Toyota Celica Twincam Turbo | B      | 52 min 31 s | + 3 min 57 s |
| 8    | Mikael Sundström   | Voitto Silander    | Fiat Ritmo Abarth 130 TC    | A      | 54 min 52 s | + 6 min 18 s |
| 9    | Henri Toivonen     | Juha Piironen      | Lancia Rally 037            | B      | 54 min 58 s | + 6 min 24 s |
| 10   | Jari Niemi         | Jaakko Markkula    | Audi Quattro A2             | B      | 55 min 04 s | + 6 min 30 s |
| 11   | Lars-Erik Torph    | Jan Svanström      | Volkswagen Golf GTI         | A      | 55 min 18 s | + 6 min 44 s |
| 12   | Mikael Ericsson    | Reinhard Michel    | Audi 80 Quattro             | A      | 55 min 21 s | + 6 min 47 s |
| 13   | Kalle Grundel      | Peter Diekmann     | Peugeot 205 Turbo 16 Évo2   | B      | 56 min 07 s | + 7 min 33 s |
| 14   | Gunnar Pettersson  | Benny Melander     | Audi 80 Quattro             | A      | 56 min 08 s | + 7 min 34 s |
| 15   | Sebastian Lindholm | Staffan Pettersson | Audi 80 Quattro             | A      | 56 min 49 s | + 8 min 15 s |

### Deuxième étape
Les équipages repartent de Jyväskylä le samedi matin pour une deuxième boucle, cette fois à l'est de la ville. Mikkola doit cependant être poussé pour sortir du parc fermé, le moteur de son Audi refusant de démarrer. La pluie a cessé et le terrain sablonneux défavorise les voitures à deux roues motrices. Salonen en profite pour reprendre le commandement dès le secteur de Ruuhimäki. Il va remporter la plupart des épreuves spéciales de la matinée, en concédant seulement deux à Mikkola. Ce dernier va réussir à déborder Blomqvist puis Alén pour se hisser en deuxième position, se maintenant à un peu plus d'une demi-minute de la Peugeot de tête. Cependant, de retour au parc fermé, Mikkola va écoper d'une pénalité de trente secondes pour aide extérieure au départ de l'étape et perd deux places au profit de Blomqvist et Alén, respectivement deuxième et troisième à environ une minute de Salonen, désormais en position de force. Kankkunen a abandonné après avoir cassé le pont arrière de sa Toyota dans le secteur de Jouhitkylä, cédant la cinquième place à Eklund. Le pilote suédois a creusé l'écart sur Waldegård, qui est maintenant menacé par Toivonen. Après plusieurs interventions aux points d'assistance, la 205 de Grundel a retrouvé toute sa compétitivité et le pilote suédois est remonté au huitième rang, devant la Fiat de Sundström, toujours en tête du groupe A.
| Pos. | Pilote            | Copilote         | Voiture                     | Groupe | Temps           | Écart         |
| ---- | ----------------- | ---------------- | --------------------------- | ------ | --------------- | ------------- |
| 1    | Timo Salonen      | Seppo Harjanne   | Peugeot 205 Turbo 16 Évo2   | B      | 1 h 25 min 30 s |               |
| 2    | Stig Blomqvist    | Björn Cederberg  | Audi Sport Quattro S1       | B      | 1 h 26 min 17 s | + 47 s        |
| 3    | Markku Alén       | Ilkka Kivimäki   | Lancia Rally 037            | B      | 1 h 26 min 26 s | + 56 s        |
| 4    | Hannu Mikkola     | Arne Hertz       | Audi Sport Quattro S1       | B      | 1 h 26 min 36 s | + 1 min 06 s  |
| 5    | Per Eklund        | Bruno Berglund   | Audi Quattro A2             | B      | 1 h 31 min 41 s | + 6 min 11 s  |
| 6    | Björn Waldegård   | Hans Thorszelius | Toyota Celica Twincam Turbo | B      | 1 h 32 min 26 s | + 6 min 56 s  |
| 7    | Henri Toivonen    | Juha Piironen    | Lancia Rally 037            | B      | 1 h 33 min 31 s | + 8 min 01 s  |
| 8    | Kalle Grundel     | Peter Diekmann   | Peugeot 205 Turbo 16 Évo2   | B      | 1 h 34 min 22 s | + 8 min 52 s  |
| 9    | Mikael Sundström  | Voitto Silander  | Fiat Ritmo Abarth 130 TC    | A      | 1 h 36 min 32 s | + 11 min 02 s |
| 10   | Lars-Erik Torph   | Jan Svanström    | Volkswagen Golf GTI         | A      | 1 h 36 min 56 s | + 11 min 26 s |
| 11   | Mikael Ericsson   | Reinhard Michel  | Audi 80 Quattro             | A      | 1 h 37 min 05 s | + 11 min 35 s |
| 12   | Gunnar Pettersson | Benny Melander   | Audi 80 Quattro             | A      | 1 h 37 min 38 s | + 12 min 08 s |

### Troisième étape
Disputée le samedi après-midi, la troisième étape dirige les concurrents vers Hämeenlinna. Malgré sa pénalité, Mikkola ne baisse pas les bras et continue à attaquer, mais il sort de la route dans le secteur de Pöykki, arrachant une roue arrière. Il parvient à terminer la spéciale mais la réparation va lui coûter plus de deux minutes et demie de pénalisation routière ; il conserve sa quatrième place mais, avec désormais quatre minutes de retard, perd tout espoir de se battre aux avant-postes. Salonen parvient à contenir les assauts de Blomqvist, tandis qu'Alén perd régulièrement du terrain sur les deux premiers. Mikkola est maintenant handicapé par une importante fuite d'huile sur son Audi, qui finira par provoquer des départs d'incendie dans le compartiment moteur, le contraignant à renoncer peu avant de rallier Hämeenlinna. Salonen achève l'étape avec plus d'une minute d'avance sur Blomqvist, Alén étant maintenant à près de deux minutes et demie de la Peugeot de tête. L'abandon de Mikkola permet à Eklund d'occuper la quatrième place, mais Toivonen n'est plus qu'à une trentaine de secondes du Suédois. Grundel, qui a débordé Waldegård, est maintenant sixième. Un problème de transmission a mis fin à la course de Sundström et c'est la Volkswagen de Lars-Erik Torph, huitième au classement général, qui mène le groupe A. 

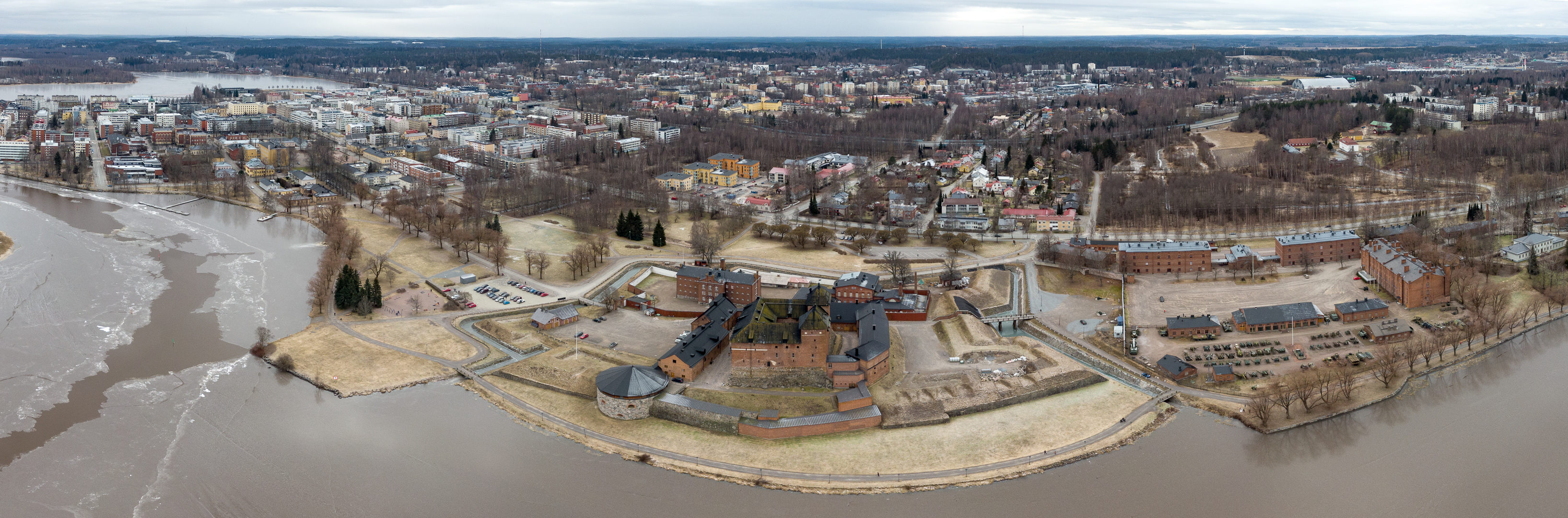
Hämeenlinna, ville arrivée de la troisième étape.

| Pos. | Pilote             | Copilote           | Voiture                     | Groupe | Temps           | Écart         |
| ---- | ------------------ | ------------------ | --------------------------- | ------ | --------------- | ------------- |
| 1    | Timo Salonen       | Seppo Harjanne     | Peugeot 205 Turbo 16 Évo2   | B      | 2 h 24 min 26 s |               |
| 2    | Stig Blomqvist     | Björn Cederberg    | Audi Sport Quattro S1       | B      | 2 h 25 min 31 s | + 1 min 05 s  |
| 3    | Markku Alén        | Ilkka Kivimäki     | Lancia Rally 037            | B      | 2 h 26 min 50 s | + 2 min 24 s  |
| 4    | Per Eklund         | Bruno Berglund     | Audi Quattro A2             | B      | 2 h 33 min 49 s | + 9 min 23 s  |
| 5    | Henri Toivonen     | Juha Piironen      | Lancia Rally 037            | B      | 2 h 34 min 21 s | + 9 min 55 s  |
| 6    | Kalle Grundel      | Peter Diekmann     | Peugeot 205 Turbo 16 Évo2   | B      | 2 h 35 min 04 s | + 10 min 38 s |
| 7    | Björn Waldegård    | Hans Thorszelius   | Toyota Celica Twincam Turbo | B      | 2 h 36 min 21 s | + 11 min 55 s |
| 8    | Lars-Erik Torph    | Jan Svanström      | Volkswagen Golf GTI         | A      | 2 h 42 min 17 s | + 17 min 51 s |
| 9    | Mikael Ericsson    | Reinhard Michel    | Audi 80 Quattro             | A      | 2 h 42 min 30 s | + 18 min 04 s |
| 10   | Gunnar Pettersson  | Benny Melander     | Audi 80 Quattro             | A      | 2 h 43 min 12 s | + 18 min 46 s |
| 11   | Jari Niemi         | Jaakko Markkula    | Audi Quattro A2             | B      | 2 h 46 min 25 s | + 21 min 59 s |
| 12   | Sebastian Lindholm | Staffan Pettersson | Audi 80 Quattro             | A      | 2 h 47 min 12 s | + 22 min 46 s |

### Quatrième étape
Les équipages reprennent la piste dans la nuit, après une très courte pause. Salonen va se contenter de contrôler ses poursuivants et l'intérêt de la course se reporte sur la lutte pour la quatrième place, très disputée entre Eklund, Toivonen et Grundel. Peu avant Vammala, Toivonen parvient à déborder Eklund mais des ennuis de boîtes de vitesses vont l'empêcher de résister au retour de Grundel, qui rallie Mänttä en quatrième position. Malgré sa relative prudence, Salonen a accentué son avance sur Blomqvist et Biasion. Huitième derrière Eklund et Waldegård, Mikael Ericsson a dépassé Torph, prenant la tête du groupe A.
| Pos. | Pilote             | Copilote           | Voiture                     | Groupe | Temps           | Écart         |
| ---- | ------------------ | ------------------ | --------------------------- | ------ | --------------- | ------------- |
| 1    | Timo Salonen       | Seppo Harjanne     | Peugeot 205 Turbo 16 Évo2   | B      | 3 h 53 min 23 s |               |
| 2    | Stig Blomqvist     | Björn Cederberg    | Audi Sport Quattro S1       | B      | 3 h 54 min 43 s | + 1 min 20 s  |
| 3    | Markku Alén        | Ilkka Kivimäki     | Lancia Rally 037            | B      | 3 h 57 min 02 s | + 3 min 39 s  |
| 4    | Kalle Grundel      | Peter Diekmann     | Peugeot 205 Turbo 16 Évo2   | B      | 4 h 05 min 07 s | + 11 min 44 s |
| 5    | Henri Toivonen     | Juha Piironen      | Lancia Rally 037            | B      | 4 h 05 min 13 s | + 11 min 50 s |
| 6    | Per Eklund         | Bruno Berglund     | Audi Quattro A2             | B      | 4 h 05 min 38 s | + 12 min 15 s |
| 7    | Björn Waldegård    | Hans Thorszelius   | Toyota Celica Twincam Turbo | B      | 4 h 11 min 45 s | + 18 min 22 s |
| 8    | Mikael Ericsson    | Reinhard Michel    | Audi 80 Quattro             | A      | 4 h 19 min 26 s | + 26 min 03 s |
| 9    | Lars-Erik Torph    | Jan Svanström      | Volkswagen Golf GTI         | A      | 4 h 20 min 00 s | + 26 min 37 s |
| 10   | Sebastian Lindholm | Staffan Pettersson | Audi 80 Quattro             | A      | 4 h 27 min 15 s | + 33 min 52 s |

### Cinquième étape
Très courte, l'étape du dimanche matin ne compte que quatre épreuves spéciales. Elles vont néanmoins suffire à Toivonen pour reprendre la quatrième place à Grundel. Devant, Salonen, malgré les attaques de Blomqvist, gère parfaitement la fin de course et remporte un quatrième succès consécutif, qui lui assure la couronne mondiale, tandis que Peugeot décroche le titre des constructeurs. Champion sortant, Blomqvist termine à moins de cinquante secondes de son successeur, avec près de deux minutes d'avance sur Alén qui s'est contenté d'assurer sa troisième place. Premier pilote privé, Eklund se classe sixième, devant Waldegård. Huitième, Ericsson s'est maintenu devant Torph et remporte la victoire en groupe A. Quatre-vingt-trois équipages ont atteint l'arrivée.

### Classements intermédiaires
Classements intermédiaires des pilotes après chaque épreuve spéciale

### Classement général
| Pos | No | Pilote             | Copilote           | Voiture                     | Temps           | Écart         | Groupe |
| --- | -- | ------------------ | ------------------ | --------------------------- | --------------- | ------------- | ------ |
| 1   | 3  | Timo Salonen       | Seppo Harjanne     | Peugeot 205 Turbo 16 Évo2   | 4 h 10 min 35 s |               | B      |
| 2   | 4  | Stig Blomqvist     | Björn Cederberg    | Audi Sport Quattro S1       | 4 h 11 min 23 s | + 48 s        | B      |
| 3   | 2  | Markku Alén        | Ilkka Kivimäki     | Lancia Rally 037            | 4 h 14 min 14 s | + 3 min 39 s  | B      |
| 4   | 5  | Henri Toivonen     | Juha Piironen      | Lancia Rally 037            | 4 h 22 min 01 s | + 11 min 26 s | B      |
| 5   | 1  | Kalle Grundel      | Peter Diekmann     | Peugeot 205 Turbo 16 Évo2   | 4 h 22 min 03 s | + 11 min 28 s | B      |
| 6   | 8  | Per Eklund         | Bruno Berglund     | Audi Quattro A2             | 4 h 23 min 08 s | + 12 min 33 s | B      |
| 7   | 9  | Björn Waldegård    | Hans Thorszelius   | Toyota Celica Twincam Turbo | 4 h 30 min 08 s | + 19 min 33 s | B      |
| 8   | 18 | Mikael Ericsson    | Reinhard Michel    | Audi 80 Quattro             | 4 h 37 min 51 s | + 27 min 16 s | A      |
| 9   | 21 | Lars-Erik Torph    | Jan Svanström      | Volkswagen Golf GTI         | 4 h 38 min 26 s | + 27 min 51 s | A      |
| 10  | 33 | Sebastian Lindholm | Staffan Pettersson | Audi 80 Quattro             | 4 h 46 min 51 s | + 36 min 16 s | A      |

### Équipages de tête
- ES1 à ES4 :  Timo Salonen -  Seppo Harjanne (Peugeot 205 Turbo 16 E2)
- ES5 à ES11 :  Markku Alén -  Ilkka Kivimäki (Lancia Rally 037)
- ES12 à ES51 :  Timo Salonen -  Seppo Harjanne (Peugeot 205 Turbo 16 E2)

### Vainqueurs d'épreuves spéciales
- Timo Salonen -  Seppo Harjanne (Peugeot 205 Turbo 16 E2) : 20 spéciales (ES 1, 8, 9, 11 à 14, 17 à 19, 21, 22, 26, 27, 29 à 31, 37, 39, 42)
- Stig Blomqvist -  Björn Cederberg (Audi Sport Quattro S1) : 16 spéciales (ES 3, 4, 11, 14, 19, 23, 32, 35, 36, 40, 45 à 50)
- Hannu Mikkola -  Arne Hertz (Audi Sport Quattro S1) : 7 spéciales (ES 6, 15, 16, 19, 24, 25, 28)
- Markku Alén -  Ilkka Kivimäki (Lancia Rally 037) : 7 spéciales (ES 2, 5, 7, 11, 33, 34, 38)
- Henri Toivonen -  Juha Piironen (Lancia Rally 037) : 5 spéciales (ES 38, 41, 43, 44, 51)
- Kalle Grundel -  Peter Diekmann (Peugeot 205 Turbo 16 E2) : 2 spéciales (ES 20, 47)

## Résultats des principaux engagés
| No | Pilote             | Copilote                | Voiture                     | Groupe | Classement général                              | Class. groupe |
| -- | ------------------ | ----------------------- | --------------------------- | ------ | ----------------------------------------------- | ------------- |
| 1  | Kalle Grundel      | Peter Diekmann          | Peugeot 205 Turbo 16 Évo2   | B      | 5e à 11 min 28 s                                | 5e            |
| 2  | Markku Alén        | Ilkka Kivimäki          | Lancia Rally 037            | B      | 3e à 3 min 39 s                                 | 3e            |
| 3  | Timo Salonen       | Seppo Harjanne          | Peugeot 205 Turbo 16 Évo2   | B      | 1er                                             | 1er           |
| 4  | Stig Blomqvist     | Björn Cederberg         | Audi Sport Quattro S1       | B      | 2e à 48 s                                       | 2e            |
| 5  | Henri Toivonen     | Juha Piironen           | Lancia Rally 037            | B      | 4e à 11 min 26 s                                | 4e            |
| 6  | Hannu Mikkola      | Arne Hertz              | Audi Sport Quattro S1       | B      | ab. après la 31e spéciale (fuite d'huile)       | -             |
| 7  | Juha Kankkunen     | Fred Gallagher          | Toyota Celica Twincam Turbo | B      | ab. dans la 15e spéciale (différentiel)         | -             |
| 8  | Per Eklund         | Bruno Berglund          | Audi Quattro A2             | B      | 6e à 12 min 33 s                                | 6e            |
| 9  | Björn Waldegård    | Hans Thorszelius        | Toyota Celica Twincam Turbo | B      | 7e à 19 min 33 s                                | 7e            |
| 10 | Pentti Airikkala   | Nigel Harris            | Lancia Rally 037            | B      | Forfait                                         | -             |
| 11 | Lasse Lampi        | Pentti Kuukkala         | Audi Quattro A2             | B      | ab. dans la 4e spéciale (moteur)                | -             |
| 15 | Antero Laine       | Risto Virtanen          | Volkswagen Golf GTI         | A      | ab. dans la 12e spéciale (câble d'accélérateur) | -             |
| 16 | Mikael Sundström   | Voitto Silander         | Fiat Ritmo Abarth 130 TC    | A      | ab. dans la 23e spéciale (transmission)         | -             |
| 17 | Jochi Kleint       | Werner Hohenadel        | Volkswagen Golf GTI         | A      | 11e à 38 min 27 s                               | 4e            |
| 18 | Mikael Ericsson    | Reinhard Michel         | Audi 80 Quattro             | A      | 8e à 27 min 16 s                                | 1er           |
| 20 | Franz Wittmann     | Ferdinand Hinterleitner | Volkswagen Golf GTI         | A      | 12e à 40 min 47 s                               | 5e            |
| 21 | Lars-Erik Torph    | Jan Svanström           | Volkswagen Golf GTI         | A      | 9e à 27 min 51 s                                | 2e            |
| 33 | Sebastian Lindholm | Staffan Pettersson      | Audi 80 Quattro             | A      | 10e à 36 min 16 s                               | 3e            |
| 39 | Gunnar Pettersson  | Benny Melander          | Audi 80 Quattro             | A      | ab. dans la 40e spéciale (moteur)               | -             |
| 40 | Jari Niemi         | Jaakko Markkula         | Audi Quattro A2             | B      | ab. dans la 37e spéciale                        | -             |
| 56 | Kyösti Hämäläinen  | Esa Virrankilpi         | Ford Escort RS Turbo        | N      | 28e à 1 h 07 min 04 s                           | 1er           |

## Classements des championnats à l'issue de la course

### Constructeurs
- Attribution des points : 10, 9, 8, 7, 6, 5, 4, 3, 2, 1 respectivement aux dix premières marques de chaque épreuve, additionnés de 8, 7, 6, 5, 4, 3, 2, 1 respectivement aux huit premières de chaque groupe (seule la voiture la mieux classée de chaque constructeur marque des points). Les points de groupe ne sont attribués qu'aux concurrents ayant terminé dans les dix premiers au classement général[8].
- Seuls les huit meilleurs résultats (sur onze épreuves) sont retenus pour le décompte final des points. Peugeot doit donc décompter les six points acquis au Safari.

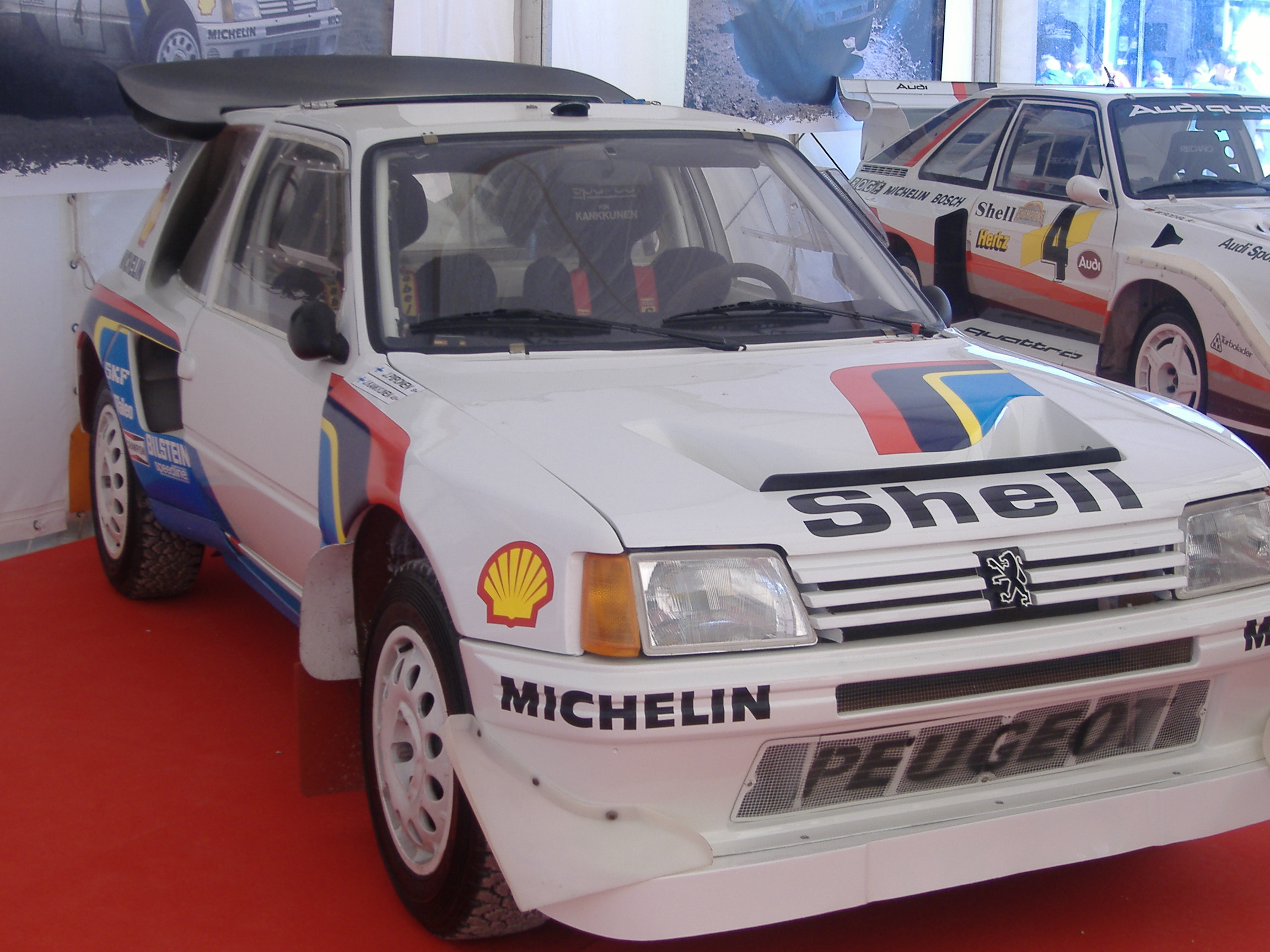
Victorieuse à sept reprises cette saison, la Peugeot 205 Turbo 16 (ici en version Évolution 2) apporte à Peugeot son premier titre mondial.

| Pos. | Marque     | Points    | M-C  | SUE  | POR  | SAF   | COR  | ACR  | NZ   | ARG  | FIN  | SAN | RAC |
| ---- | ---------- | --------- | ---- | ---- | ---- | ----- | ---- | ---- | ---- | ---- | ---- | --- | --- |
| 1    | Peugeot    | 142 (148) | 10+8 | 10+8 | 10+8 | (4+2) | 9+7  | 10+8 | 10+8 | 10+8 | 10+8 |     |     |
| 2    | Audi       | 108       | 9+7  | 9+7  | 8+6  | -     | -    | 9+7  | 8+6  | 9+7  | 9+7  |     |     |
| 3    | Nissan     | 50        | -    | -    | 3+1  | 8+6   | -    | 7+5  | 5+3  | 7+5  | -    |     |     |
| 4    | Renault    | 38        | 4+2  | -    | -    | -     | 10+8 | -    | -    | 6+8  | -    |     |     |
| 4=   | Lancia     | 38        | 5+3  | -    | 9+7  | -     | -    | -    | -    | -    | 8+6  |     |     |
| 6    | Toyota     | 34        | -    | -    | 2+8  | 10+8  | -    | -    | -    | -    | 4+2  |     |     |
| 7    | Porsche    | 24        | -    | -    | -    | -     | 8+6  | 6+4  | -    | -    | -    |     |     |
| 8    | Ford       | 21        | -    | -    | 5+3  | -     | -    | -    | 4+2  | 2+5  | -    |     |     |
| 9    | Mazda      | 20        | -    | 3+3  | -    | -     | -    | 8+6  | -    | -    | -    |     |     |
| 9=   | Subaru     | 20        | -    | -    | -    | 1+8   | -    | -    | 3+8  | -    | -    |     |     |
| 11   | Volkswagen | 19        | -    | -    | -    | -     | -    | 2+8  | -    | -    | 2+7  |     |     |
| 12   | Opel       | 16        | -    | 2+2  | -    | 7+5   | -    | -    | -    | -    | -    |     |     |
| 13   | Alfa Romeo | 14        | -    | -    | -    | -     | 6+8  | -    | -    | -    | -    |     |     |
| 14   | Chevrolet  | 9         | -    | -    | -    | -     | -    | -    | -    | 3+6  | -    |     |     |
| 14=  | BMW        | 9         | -    | -    | -    | -     | 1+8  | -    | -    | -    | -    |     |     |
| 16   | Talbot     | 8         | -    | -    | -    | -     | 4+4  | -    | -    | -    | -    |     |     |
| 17   | Citroën    | 4         | 3+1  | -    | -    | -     | -    | -    | -    | -    | -    |     |     |

### Pilotes
- Attribution des points : 20, 15, 12, 10, 8, 6, 4, 3, 2, 1 respectivement aux dix premiers de chaque épreuve.
- Seuls les sept meilleurs résultats (sur douze épreuves) sont retenus pour le décompte final des points. Timo Salonen doit donc décompter les quatre points marqués au Safari.

| Pos. | Pilote           | Marque  | Points    | M-C | SUE | POR | SAF | COR | ACR | NZ | ARG | FIN | SAN | CIV | RAC |
| ---- | ---------------- | ------- | --------- | --- | --- | --- | --- | --- | --- | -- | --- | --- | --- | --- | --- |
| 1    | Timo Salonen     | Peugeot | 124 (128) | 12  | 12  | 20  | (4) | -   | 20  | 20 | 20  | 20  |     |     |     |
| 2    | Stig Blomqvist   | Audi    | 75        | 10  | 15  | 10  | -   | -   | 15  | 10 | -   | 15  |     |     |     |
| 3    | Ari Vatanen      | Peugeot | 55        | 20  | 20  | -   | -   | -   | -   | 15 | -   | -   |     |     |     |
| 4    | Walter Röhrl     | Audi    | 39        | 15  | -   | 12  | -   | -   | -   | 12 | -   | -   |     |     |     |
| 5    | Bruno Saby       | Peugeot | 23        | 8   | -   | -   | -   | 15  | -   | -  | -   | -   |     |     |     |
| 6    | Juha Kankkunen   | Toyota  | 20        | -   | -   | -   | 20  | -   | -   | -  | -   | -   |     |     |     |
| 6=   | Jean Ragnotti    | Renault | 20        | -   | -   | -   | -   | 20  | -   | -  | -   | -   |     |     |     |
| 6=   | Shekhar Mehta    | Nissan  | 20        | -   | -   | -   | -   | -   | 10  | -  | 10  | -   |     |     |     |
| 9    | Björn Waldegård  | Toyota  | 19        | -   | -   | -   | 15  | -   | -   | -  | -   | 4   |     |     |     |
| 10   | Massimo Biasion  | Lancia  | 17        | 2   | -   | 15  | -   | -   | -   | -  | -   | -   |     |     |     |
| 11   | Mike Kirkland    | Nissan  | 16        | -   | -   | -   | 12  | -   | 4   | -  | -   | -   |     |     |     |
| 11=  | Henri Toivonen   | Lancia  | 16        | 6   | -   | -   | -   | -   | -   | -  | -   | 10  |     |     |     |
| 13   | Wilfried Wiedner | Audi    | 15        | -   | -   | -   | -   | -   | -   | -  | 15  | -   |     |     |     |
| 13=  | Ingvar Carlsson  | Mazda   | 15        | -   | 3   | -   | -   | -   | 12  | -  | -   | -   |     |     |     |
| 15   | Per Eklund       | Audi    | 14        | -   | 8   | -   | -   | -   | -   | -  | -   | 6   |     |     |     |
| 16   | Bernard Béguin   | Porsche | 12        | -   | -   | -   | -   | 12  | -   | -  | -   | -   |     |     |     |
| 16=  | Carlos Reutemann | Peugeot | 12        | -   | -   | -   | -   | -   | -   | -  | 12  | -   |     |     |     |
| 16=  | Markku Alén      | Lancia  | 12        | -   | -   | -   | -   | -   | -   | -  | -   | 12  |     |     |     |
| 19   | Hannu Mikkola    | Audi    | 10        | -   | 10  | -   | -   | -   | -   | -  | -   | -   |     |     |     |
| 19=  | Rauno Aaltonen   | Opel    | 10        | -   | -   | -   | 10  | -   | -   | -  | -   | -   |     |     |     |
| 19=  | Billy Coleman    | Porsche | 10        | -   | -   | -   | -   | 10  | -   | -  | -   | -   |     |     |     |